# Mário Lino

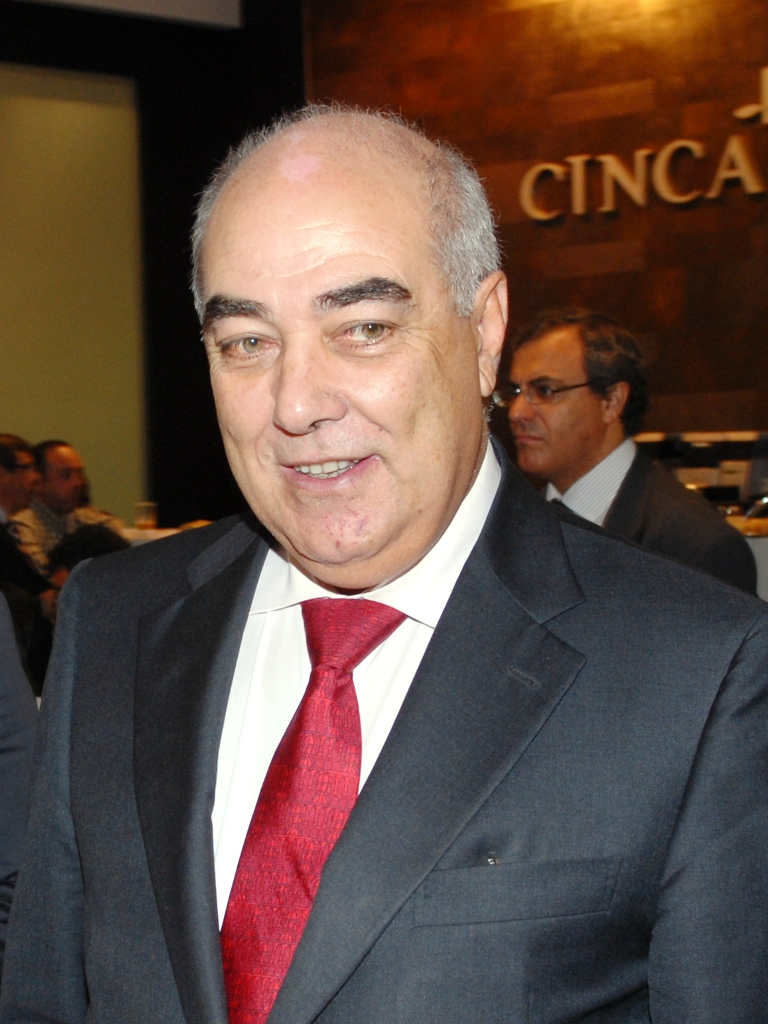
Mário Lino, seit 2005 portugiesischer Verkehrsminister

Mário Lino Soares Correia (* 31. Mai 1940 in Lissabon, Portugal), meist nur Mário Lino, ist ein portugiesischer Politiker der Sozialistischen Partei und seit 2005 Minister für öffentliche Bauten, Verkehr und Kommunikation unter der Regierung Sócrates.

## Leben
Sein Studium der Ingenieurwissenschaften absolvierte er 1965 am Lissabonner Instituto Superior Técnico der Technischen Universität Lissabon. Sein Studium der Hydrologie und der Wasserwirtschaft schloss er 1972 an der University of Colorado ab, an der er daraufhin auch promovierte.
Ende der 1970er Jahre half Lino beim Wiederaufbau der zerstörten Infrastruktur in der ehemaligen portugiesischen Kolonie Mosambik. In den 1980er Jahren war Lino in Vorständen der Zeitungen Caminho und des Avante! tätig, als auch Mitglied in verschiedenen Wasserinfrastrukturfirmen und staatlichen Kommissionen der Wasserwirtschaft.
Bis 1991 war Mário Lino Mitglied der Kommunistischen Partei Portugals PCP. Die Reformen Gorbatschows, sein Rücktritt und der Zerfall der Sowjetunion entfachten einen Lagerkampf innerhalb der Partei, zudem sanken die Wahlergebnisse der PCP stetig. Da sich Mário Lino einerseits für eine dringende Reform der Partei starkmachte und andererseits gezielt provozierte, beschloss die Parteiführung einen Ausschluss. Daraufhin war Mário Lino als Unabhängiger zwischen 1994 und 1996 war Mitglied der Lissabonner Stadtversammlung. Zwischen 1996 und 2002 leitete er die staatlichen Wassergesellschaft Águas de Portugal.
Im Frühjahr 2005 berief ihn der neu gewählte sozialistische Premierminister José Sócrates als neuen Minister für öffentliche Bauten, Verkehr und Kommunikation in die neue Regierung. Noch im gleichen Jahr wechselte Lino daraufhin zur Sozialistischen Partei.
Als Verkehrsminister engagiert sich Lino insbesondere für zwei große, jedoch umstrittene Infrastrukturprojekte, die im Rahmen seiner Amtstätigkeit bis zur Verwirklichung oder zumindest zum Bauanfang gebracht werden sollen. Einerseits soll ein neues, normalspuriges Eisenbahnhochgeschwindigkeitsnetz nach Vorbild des französischen TGVs zwischen Lissabon, Porto und Madrid entstehen. Auf einer dazu mit Spanien veranstalteten Konferenz der Verkehrsminister beider Staaten in Santiago de Compostela machte er sich für eine größere Zusammenarbeit beider Länder stark. Infolgedessen untersuchte die portugiesische Generalstaatsanwaltschaft auf eine Beschwerde hin den Fall, da mehrere Armeeangehörige Lino als Anhänger des Iberismus und „Verräter des Vaterlandes“ beschuldigten. Der Landesverrat ist nach portugiesischem Gesetz strafbar und wird mit bis zu 20 Jahren Gefängnis geahndet. Die Generalstaatsanwaltschaft stellte die Untersuchung kurz darauf ein.
Andererseits fördert Lino die schon seit Jahren bestehenden Pläne für den Bau eines neuen Lissabonner Großflughafens. Er entfachte eine große Diskussion um die Standortwahl, in der die Regierung unter José Sócrates sich für den Bau in der nördlich von Lissabon gelegenen Stadt Ota starkmachte. Im Gegensatz dazu fordern Gegner den Bau des Flughafens in Alcochete in der Margem Sul do Tejo. Durch die Aussage Linos, die Margem Sul do Tejo sei eine Wüste und in einer Wüste würden keine Flughäfen gebaut, gewann die Diskussion zusätzlich an Schärfe.
Mário Lino ist verheiratet und hat zwei Söhne.